# Orlovac Zdenački
Orlovac Zdenački je naselje u Republici Hrvatskoj, u sastavu Grada Grubišnog Polja, Bjelovarsko-bilogorska županija. 

## Stanovništvo
Prema popisu stanovništva iz 2001. godine, naselje je imalo 262 stanovnika te 90 obiteljskih kućanstava.
Prema popisu stanovništva iz 2011. godine, naselje je imalo 285 stanovnika.
| broj stanovnika | 217   | 252   | 322   | 416   | 476   | 442   | 433   | 457   | 419   | 429   | 419   | 382   | 382   | 350   | 262   | 285   | 248   |
|                 | 1857. | 1869. | 1880. | 1890. | 1900. | 1910. | 1921. | 1931. | 1948. | 1953. | 1961. | 1971. | 1981. | 1991. | 2001. | 2011. | 2021. |